# 大須事件
大須事件（おおすじけん）または大須騒擾事件とは、1952年（昭和27年）7月7日に愛知県名古屋市中区大須で警察部隊とデモ隊が激しく衝突した事件。騒乱罪の成立が裁判所で認められた公安事件である。

## 事件の発端

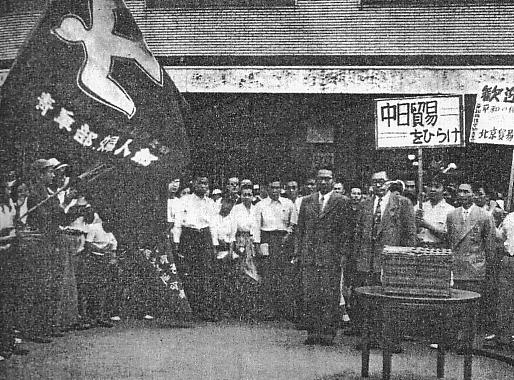
帆足・宮腰両代議士を歓迎するデモ隊（7月6日）

1952年（昭和27年）、日本社会党の帆足計参議院議員・改進党の宮腰喜助衆議院議員・高良とみ参議院議員（緑風会）が、当時国交が樹立されていなかったソビエト連邦及び中華人民共和国を日本人として戦後初めて視察した。そして北京では「日中民間貿易協定」を結び、左翼陣営ばかりでなく経済界からも大きな注目を集めた。7月1日に帰国した帆足・宮腰両代議士は、7月6日午後に名古屋駅に到着した。
両代議士の歓迎のために約1,000人の群集が駅前に集合、無届デモを敢行したが、名古屋市警察によって解散させられた。その際に12人が検挙されたが、そのうちの電報局に勤める男が所持していた指示文書が押収された。そこには次のように記されていた。
A→Y部R No.1 七月七日の帆足、宮腰集会における各人の任務について、七月四日発
この集会参加者全体として二〇〇〇個の火炎瓶が持たれる、電報としては参加者は全部一個ずつの火炎瓶を持って参加せよ、中核自衛隊には、さらに高度な武器を持たせる
これにより、翌日の歓迎報告会に火炎瓶を多数持ち込みアメリカ軍施設や中警察署を襲撃するという、日本共産党の軍事組織による計画が発覚した。

## 事件の概要

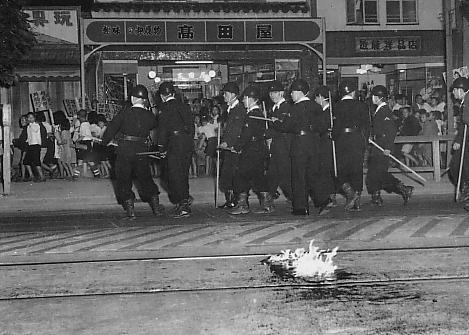
当日の様子（デモ側が子供を動員していたことがわかる）

以下は、裁判資料などをもとにした記述。
1952年（昭和27年）7月7日の歓迎報告会当日、名古屋市警察本部は警備体制を強化し、1,000人以上の警察官を動員した。
会場となった中区大須球場には、在日朝鮮人約1,000人・学生約800人・労働者約2,000人を混じえた総勢約7,000人が詰めかけ、三塁側観覧席中央には武装デモを指揮するために日本共産党名古屋市ビューローが設けた朝鮮民主主義人民共和国の国旗を目印とした"軍事部"が置かれた。
この歓迎報告会は、東海産業経済調査所所長の伊藤長光が中心となって開催したもので、代議士2名は聴衆の拍手で迎えられて名古屋青年合唱団による歌や花束贈呈の後、各会代表の挨拶が行われたが、両代議士による報告演説が終わった午後9時47分ごろには球場内外で「アメ帝の番犬」「宮腰帆足両氏歓迎をピストルで弾圧」などとビラが多数配布されていた。
報告演説の直後、名古屋大学の学生が「昨日、帆足、宮腰氏を名古屋駅で迎えた人たちのデモに警官隊が襲いかかり、十数名を逮捕した。警察は中日貿易を切望する国民の運動を弾圧している。我々にはただ行動あるのみ、警察に断固抗議しなければならない」などとマイクでアジ演説を始めた。司会の伊藤所長は慌てて閉会を宣言したが、「警官をやっちまえ」「デモを組め」「中署へ行け」「アメリカ村へ行け」などとこれに呼応した群衆や朝鮮人労働者らが赤旗を掲げて渦巻デモをはじめた名大生らに加わり、約1,500人に膨れ上がった。デモ隊はそのままスクラムを組みながら球場正門を出て無届デモを始めた。
名大細胞代表の岩田弘が先導するデモ隊は上前津交差点に向けて進んだが、これに警察の放送車が並走して、公安条例違反行為であり解散するよう勧告しながら、このまま行進すると強力な実力行使を行う旨を何度も警告した。
午後10時5分頃、デモ隊は大須交差点東140メートルの車道で放送車に向かって火炎瓶や石を投げ始めた。火炎瓶は後部窓を破って車内に落ちて発火し、デモ隊員は右側ガラスを棒で叩き割って「馬鹿野郎」「税金泥棒」などと罵った。この衝突で、解散勧告の放送をしていたS警視をはじめ、内部にいた警察官が火や硫酸の飛沫により負傷した。続いてデモ隊の一部によって岩井通4丁目に駐車されていた路上のタクシーなど乗用車２台を放火されるなど、付近一帯は騒然となった。S警視は孤立した状態で投石を受け、更に他の乗用車に火炎瓶を投げつけようとする"暴徒"の勢いを見て、午後10時15分頃にこれに向けて拳銃弾5発を発射した。
警察部隊は暴動鎮圧すべく直ちに現場に直行したが、デモ隊は近接戦を行わずに四方に分散して波状的に警察部隊に対して火炎瓶・投石・竹槍・プラカードで攻撃を行い、「ここまで来い、殺してやるぞ」などと挑発した。上前津から伏見町にかけて設けられた阻止線上では火炎瓶と拳銃による応酬が行われた。
またこれらデモ隊による騒擾とは別に、この日の午後8時50分頃には鶴舞公園内に停めてあった駐留軍の乗用車や名古屋東税務署に火炎瓶攻撃や投石が行われる事件も発生している。
この事件で、朝鮮人高校生1人が頭部盲貫銃創で死亡し、警察官69人・消防士2人やデモ隊員、流れ弾や火炎瓶によって負傷した一般人など、負傷者は84人に上った。また、警察放送車を含めて乗用車6台が火炎瓶などによる被害を受け、民家の塀や商店のウィンドケースも破壊された。
この事件を「日本共産党が朝鮮組織と連絡のうえ、計画準備した軍事的武装行動」とみた警察は大量検挙を行い、150人が起訴され、公判の途中に死亡したり公訴棄却となった被告を除く137人中126人が有罪、うち99人に騒乱罪が適用された（後述）。

## 裁判
名古屋地方検察庁は騒乱罪等を適用し、152人を起訴した。
対する弁護団長は、愛知大学事件の主任弁護士でもあった天野末治が務めた。
1969年（昭和44年）11月11日、名古屋地方裁判所は騒乱罪を認定し、日本共産党の非合法活動を行う軍事委員らが軍事行動計画を立てていたと断定した。さらに1975年（昭和50年）3月27日には名古屋高等裁判所も「デモ隊は大衆の革命的機運を高揚するため、火炎瓶などの武器を使って軍事行動を行ったもので、暴行・脅迫の共同意思があり、原判決には事実誤認も法令適用の誤りもない」として一審判決を全面的に支持。日本共産党の事前計画と事件の結びつきを認め、デモ隊の共同意思により騒乱状態が始まったと認定した。
26年に及ぶ史上まれな長期裁判となり、日本共産党は署名180万・支援カンパ3億円といった大衆闘争を展開したが、1978年（昭和53年）9月4日、最高裁判所第二小法廷は上告を棄却し、有罪が確定した。

## 評価
血のメーデー事件、吹田事件と並ぶ、戦後三大騒乱事件の一つとされる。日本共産党が暴力革命の方針を堅持しているという立場を取る警察庁は、昭和20年代後半に同党が暴力的破壊活動を行った歴史的事実として大須事件を挙げている。
一方で合成写真による印象操作が行われていたとの指摘もあり、ジャーナリストの新藤健一は大須事件を「権力の犯罪の典型的なケース」との認識を示している。
事件の被告たちは、軍事方針に従って闘争に参加した挙げ句、「そもそもそのような軍事方針はなかった。火炎瓶があったかどうかも知らない。全て警察の謀略であり、でっち上げである」と中央の関与を認めない日本共産党から見捨てられた状態となり、自力での法廷闘争を余儀なくされた。兵本達吉は、党に対して疑問を呈した者たちはことごとく追放しておきながら、下部の党員に対して火炎瓶の投擲を指示した党指導部の誰一人として責任をとっていないと指摘している。
単にデモに参加していただけで騒擾には参加していなかったとする元被告の一人は、「事件は日共の失敗作だが、みんな責任逃れをした。正しいと思ってやった者は潔く認め、僕のようにとばっちりで巻き込まれた者は救う――どうして、そうしなかったのか」と事件から30年後の朝日新聞の取材に対して訴えている。
愛知第二地区委員長であった元被告は次のように述べている。
官憲が弾圧を加えてくることは分かっていたので、アメリカ村に行くと見せかけながら、官憲に肩すかしを食わせる、抗議はするけれども、実力行使はしないということだった。私は自分たちの地区の党員に今日は火炎びんを持っていくなと指示していた。ところが、共産党というのはおかしな政党で、軍事委員会は独自に情報分析をして、火炎びんをもたせていた。一方では大衆デモをやるといいながら、裏のほうでは、中核自衛隊という軍事組織に火炎びんを持たせていた。党の組織は二重になっていた。